# Polskie Stronnictwo Ludowe „Nowe Wyzwolenie”
Polskie Stronnictwo Ludowe „Nowe Wyzwolenie” (PSL „NW”) – polska lewicowa partia chłopska założona 9 czerwca 1946 w Warszawie z inspiracji polityków PPR i PPS przez grupę rozłamową polityków PSL, opozycyjną wobec linii Stanisława Mikołajczyka. Nawiązywała nazwą do działającego w latach 1915–1931 PSL „Wyzwolenie”, także lewicowego odłamu ruchu ludowego.
Założyciele ugrupowania zasiadali w Krajowej Radzie Narodowej. W 1945 większość z nich działała w prezydium Głównego Komitetu Wykonawczego SL („grupa Bańczyka”). W drugiej połowie 1946 w szeregi PSL „NW” przeszli następujący posłowie Krajowej Rady Narodowej:
- Edward Bertold
- Arkadiusz Bożek
- Ludwik Denisiuk
- Bronisław Drzewiecki
- Kazimierz Iwanowski
- Ignacy Klimaszewski
- Jan Lorek
- Feliks Pisula
- Tadeusz Rek
- Michał Rękas
- Wojciech Toporkiewicz

Partia opowiadała się za współpracą z Blokiem Stronnictw Demokratycznych i głosowaniem 3 x TAK w referendum ludowym. Do 19 stycznia 1947 PSL „NW” (przy dużym wsparciu PPR i PPS) założyło struktury w minimum 83 powiatach. W kolejnych minimum 69 powiatach odjęto takie próby. Było aktywne w 40% powiatów ówczesnej Polski. W wyniku sfałszowanych wyborów do Sejmu Ustawodawczego w styczniu 1947 partia uzyskała 7 mandatów. Jej posłami na Sejm Ustawodawczy zostali:
- Bronisław Drzewiecki
- Stanisław Karpała – prawdopodobnie przeszedł w lutym 1947 do Stronnictwa Ludowego
- Bronisław Kloc
- Władysław Kosydarski
- Władysław Kurkiewicz – prawdopodobnie przeszedł w lutym 1947 do Stronnictwa Ludowego
- Julian Makuch – prawdopodobnie przeszedł w lutym 1947 do Stronnictwa Ludowego
- Witold Oleszczak
- Tadeusz Rek – przeszedł w lutym 1947 do Stronnictwa Ludowego
- Michał Rękas
- Władysław Ryncarz
- Jan Witoszka

Przywódcami PSL „NW” byli Tadeusz Rek (od 9 czerwca 1946 do 17 lutego 1947) i Bronisław Drzewiecki (od 17 lutego do 13 listopada 1947). Wiceprezesami byli początkowo Bronisław Drzewiecki i August Lizak. 27 października 1946 Bronisława Drzewieckiego zastąpili Edward Bertold i Michał Rękas, który od 13 września 1947 był jedynym wiceprezesem partii. Sekretarzem naczelnym za prezesury Tadeusza Reka był Bronisław Drzewiecki, a później Kazimierz Iwanowski, będący wcześniej skarbnikiem (na tej funkcji zastąpił go Feliks Pisula). Ścisłym kierownictwem partii był Główny Komitet Wykonawczy. Organem prasowym ugrupowania było „Nowe Wyzwolenie”. 13 listopada 1947 partia zjednoczyła się ze Stronnictwem Ludowym (lubelskim), wchodząc w jego skład.